# Kosmos 2526
Kosmos 2526, ruski komunikacijski satelit iz programa Kosmos. Vrste je Blagovijest (br. 12 L). 
Lansiran je 19. travnja 2018. godine s kozmodroma Bajkonura, s mjesta 81/24. Lansiran je u geostarcionarnu orbitu oko planeta Zemlje raketom nosačem Proton-M/Briz-M. Orbita mu je 35568 km u perigeju i 35669 km u apogeju. Orbitni nagib mu je 0,05°. Spacetrackov kataloški broj je 43432. COSPARova oznaka je 2018-037-A. Zemlju obilazi u 1427,51 minuta. Pri lansiranju bio je mase kg.
Razgonski blok i njegov torusni tank ostali su u orbiti, blok u VHEO (visokoj), a tank je iz geotransferne vratio se u atmosferu.

## Vanjske poveznice
- N2YO.com Search Satellite Database (engl.)
- Celes Trak SATCAT Format Documentation (engl.)